# 익흥 이씨
익흥 이씨(益興李氏)는 강원특별자치도 원주시를 본관으로 하는 한국의 성씨이다. 시조 이반계(李攀桂)는 원주 이씨의 시조 이신우(李申祐)의 후손이며, 고려의 중랑장(中郞將)을 지냈다.

## 참고 자료
- “익흥이씨(益興李氏)”. 뿌리를 찾아서.[깨진 링크(과거 내용 찾기)]